# 티미의 못말리는 수호천사

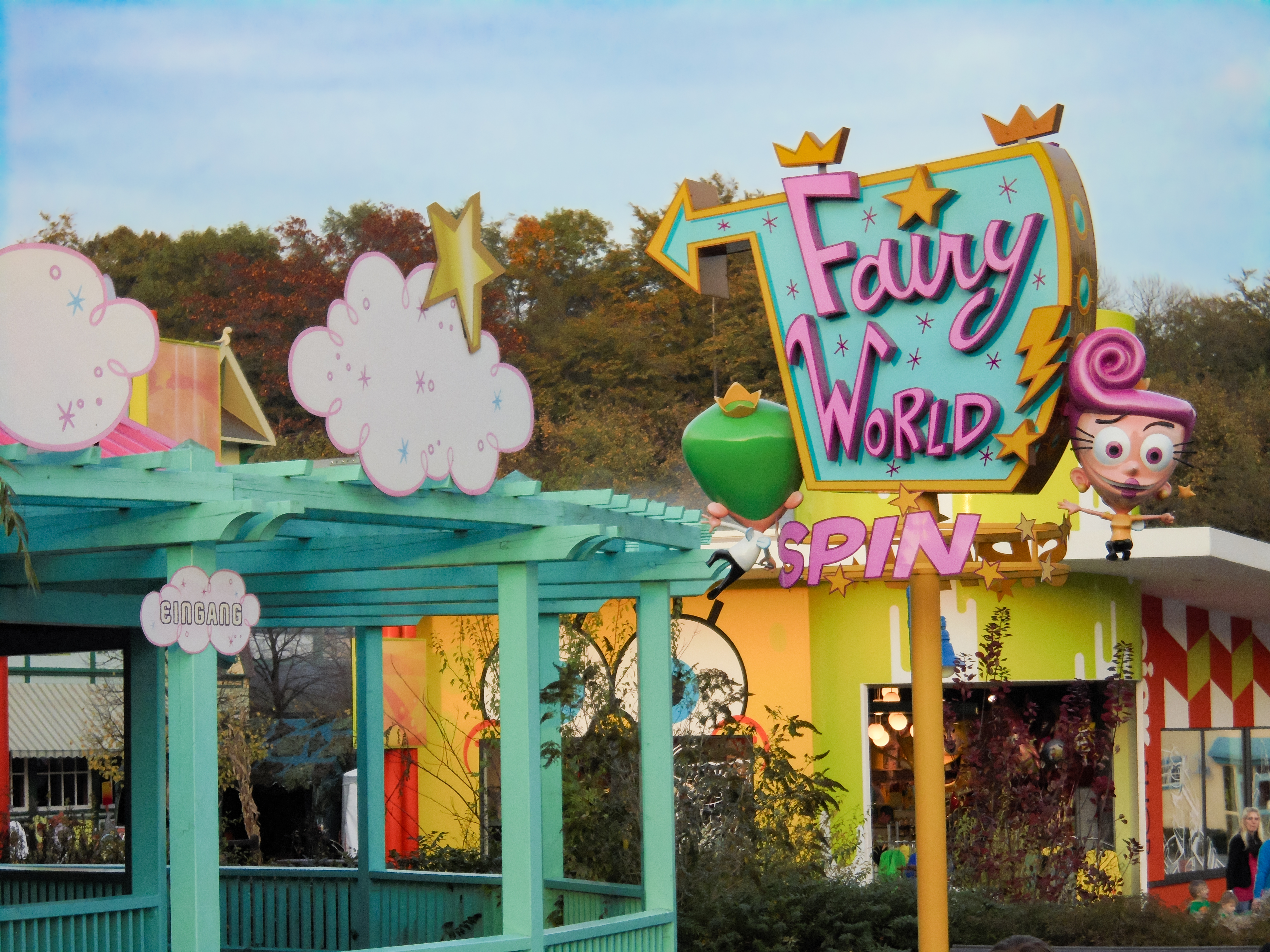

《티미의 못말리는 수호천사》(영어: The Fairly OddParents)는 1998년 9월부터 니켈로디언의 부치 하트만이 제작한 미국의 TV 애니메이션이다.
대한민국에서는 재능TV에서 2002년에 오예! 카툰을 통해 처음으로 방영되었으며, 정규 편성된 에피소드는 2004년에 했다. 그후 니켈로디언 코리아가 한국에 정식으로 개국 이후 2007년부터 방영되었다.
하트만이 2018년 2월 니켈로디언을 떠난 후 갑작스럽게 제작이 중단되었으며, 2017년 7월 26일 이후 새로운 에피소드는 방영되지 않았다. 라이브 액션 및 애니메이션 시리즈인 티미의 못말리는 수호천사: 새로운 세대가 2022년 3월 31일 파라마운트+에서 서비스 중이다.

## 줄거리
미국의 도시 딤스데일에 사는 평범한 소년 티미는 무관심한 부모님과 사악한 보모 비키와 정신나간 크로커 선생에게 시달리며 노예처럼 부려진다. 어느 날, 티미는 왕관과 지팡이를 든 수호천사 부부인 코스모와 완다를 만나게 된다. 티미는 코스모와 완다에게 소원을 빌며 생활하고 있지만 티미의 엉뚱한 소원으로 항상 사건이 끊이지 않는다.

## 에피소드
| 시즌 | 시즌   | 화수(파트) | 미국 방영일                        | 대한민국 방영일(방송사)                                            |
| ---- | ------ | ---------- | ---------------------------------- | ------------------------------------------------------------------ |
|      | 파일럿 | 10 (10)    | 1998년 9월 4일 ~ 2001년 3월 23일   | 2002년 (재능TV)                                                    |
|      | 1      | 7 (13)     | 2001년 3월 30일 ~ 2001년 12월 9일  | 2004년 (EBS) 2007년 7월 30일 (닉 코리아) 2008년 (챔프TV, 투니버스) |
|      | 2      | 13 (24)    | 2002년 3월 1일 ~ 2003년 1월 20일   |                                                                    |
|      | 3      | 20 (31)    | 2002년 11월 8일 ~ 2003년 11월 21일 |                                                                    |
|      | 4      | 19 (28)    | 2003년 9월 10일 ~ 2005년 6월 10일  |                                                                    |
|      | 5      | 21 (34)    | 2004년 7월 2일 ~ 2006년 11월 25일  |                                                                    |
|      | 6      | 20 (24)    | 2008년 2월 18일 ~ 2009년 8월 12일  |                                                                    |
|      | 7      | 20 (39)    | 2009년 7월 6일 ~ 2012년 2월 7일    |                                                                    |
|      | 8      | 6 (6)      | 2011년 2월 12일 ~ 2011년 12월 29일 |                                                                    |
|      | 9      | 26 (43)    | 2013년 3월 23일 ~ 2015년 3월 28일  | 2014년 1월 6일 (닉 코리아)                                         |
|      | 10     | 20         | 2016년 1월 15일 ~ 2017년 7월 26일  |                                                                    |

## 같이 보기
- 대니 팬텀
- 비밀요원 터프퍼피
- 도라에몽
- 해리 포터